# Главовица
Главовица (мкд. Главовица) је насеље у Северној Македонији, у источном делу државе. Главовица је у саставу општине Кочани.

## Географија
Главовица је смештена у источном делу Северне Македоније. Од најближег града, Кочана, насеље је удаљено 25 km северно.
Насеље Главовица се налази у историјској области Осогово, на јужним висовима Осоговске планина. Јужно од насеља протиче Црна река, која се јужније улива у реку Оризарску реку. Надморска висина насеља је приближно 1.050 метара. 
Месна клима је планинска због знатне надморске висине.

## Становништво
Главовица је према последњем попису из 2002. године имала 59 становника.
Претежно становништво у насељу су етнички Македонци (100%).
Већинска вероисповест месног становништва је православље.